# Маркон
Марко̀н (на италиански и на венециански: Marcon) е град и община в Северна Италия, провинция Венеция, регион Венето. Разположен е на 5 m надморска височина. Населението на общината е 17 268 души (към 2014 г.).